# Les Héritiers (film, 1969)
Pour les articles homonymes, voir Les Héritiers.
Pour plus de détails, voir Fiche technique et Distribution.
Les Héritiers (Os Herdeiros) est un film brésilien réalisé par Carlos Diegues, sorti en 1969.

## Fiche technique
- Titre original : Os Herdeiros
- Titre français : Les Héritiers
- Réalisation : Carlos Diegues
- Scénario : Carlos Diegues
- Photographie : Dib Lutfi
- Production : Jarbas Barbosa, Luiz Carlos Barreto et Carlos Diegues
- Pays d'origine : Brésil
- Format : Couleurs - Mono
- Genre : drame
- Durée : 110 minutes
- Dates de sortie : 
  - Italie : août 1969 (Venice Film Festival)
  - 1970[évasif]

## Distribution
- Sérgio Cardoso : Ramos
- Odete Lara : Eugenia
- Mário Lago : Almeida
- Paulo Porto : Medeiros
- Isabel Ribeiro : Rachel
- André Gouveia : Joaquim
- Grande Otelo : Americo
- Jean-Pierre Léaud
- Rogério Duarte
- Nara Leão
- Caetano Veloso

## Distinctions
Le film a été présenté à la Quinzaine des réalisateurs, en sélection parallèle du festival de Cannes 1970.